# Revenger
Revenger (리벤져?, RibenjyeoLR) è un film del 2018 diretto da Lee Seung-won e sceneggiato da Bruce Khan.
L'opera è stata pubblicata per la prima volta in Corea del Sud il 6 dicembre 2018 per poi essere distribuita in tutto il mondo da Netflix il 15 gennaio 2019.

## Trama
Kim Yool, un ex detective, decide, per vendicarsi dell'assassinio della sua famiglia, d'infiltrarsi sulla remota isola di Soorado (la quale funge da confino per i detenuti condannati alla pena capitale) per uccidere personalmente il colpevole del gesto. Quest'ultimo, tale Carlos Kun, però ha già dato rapidamente vita a una radicata organizzazione criminale sull'isola della quale si serve per i suoi scopi. Kim, una volta sbarcato e dopo aver affrontato parte degli uomini di Carlos, verrà aiutato dalle poche persone libere rimaste.

## Produzione
Le riprese principali sono incominciate il 9 ottobre 2017 e si sono concluse il 27 aprile 2018. Alcune parti del film sono state girate in Indonesia.

## Accoglienza

### Critica
Sull'aggregatore di recension Rotten Tomatoes l'opera ha ottenuto il 40% di recensioni positive con un voto medio di 4.5/10.
Maurizio Encari per Everyeye ha dato al film un voto di 6/10 definendolo «essenziale» in quanto non dà «nessuno spazio per momenti introspettivi o più ragionati» arrivando alla conclusione che sia un «action basilare ma godibile».